# سيوداد ديل كارمن
سيوداد ديل كارمن هي مدينة، في المكسيك، تقع في ولاية كامبيتشي، بلغ عدد سكانها 169,466 نسمة وذلك حسب إحصائيات سنة 2010، رمزها البريدي هو 24100–24119.

## المناخ
يظهر الجدول التالي التغييرات المناخية على مدار السنة لسيوداد ديل كارمن:
| البيانات المناخية لـسيوداد ديل كارمن | البيانات المناخية لـسيوداد ديل كارمن | البيانات المناخية لـسيوداد ديل كارمن | البيانات المناخية لـسيوداد ديل كارمن | البيانات المناخية لـسيوداد ديل كارمن | البيانات المناخية لـسيوداد ديل كارمن | البيانات المناخية لـسيوداد ديل كارمن | البيانات المناخية لـسيوداد ديل كارمن | البيانات المناخية لـسيوداد ديل كارمن | البيانات المناخية لـسيوداد ديل كارمن | البيانات المناخية لـسيوداد ديل كارمن | البيانات المناخية لـسيوداد ديل كارمن | البيانات المناخية لـسيوداد ديل كارمن | البيانات المناخية لـسيوداد ديل كارمن |
| الشهر                                | يناير                                | فبراير                               | مارس                                 | أبريل                                | مايو                                 | يونيو                                | يوليو                                | أغسطس                                | سبتمبر                               | أكتوبر                               | نوفمبر                               | ديسمبر                               | المعدل السنوي                        |
| ------------------------------------ | ------------------------------------ | ------------------------------------ | ------------------------------------ | ------------------------------------ | ------------------------------------ | ------------------------------------ | ------------------------------------ | ------------------------------------ | ------------------------------------ | ------------------------------------ | ------------------------------------ | ------------------------------------ | ------------------------------------ |
| متوسط درجة الحرارة الكبرى °م (°ف)    | 28 (82)                              | 29 (84)                              | 32 (90)                              | 34 (93)                              | 35 (95)                              | 34 (93)                              | 34 (93)                              | 34 (93)                              | 33 (91)                              | 31 (88)                              | 29 (84)                              | 28 (82)                              | 32 (90)                              |
| متوسط درجة الحرارة الصغرى °م (°ف)    | 20 (68)                              | 21 (70)                              | 22 (72)                              | 24 (75)                              | 25 (77)                              | 25 (77)                              | 25 (77)                              | 25 (77)                              | 24 (75)                              | 24 (75)                              | 22 (72)                              | 21 (70)                              | 23 (73)                              |
| معدل هطول الأمطار مم (إنش)           | 38 (1.5)                             | 26.3 (1.04)                          | 35 (1.4)                             | 51.8 (2.04)                          | 52.5 (2.07)                          | 132 (5.2)                            | 113.2 (4.46)                         | 124.5 (4.90)                         | 235.3 (9.26)                         | 284.3 (11.19)                        | 178.5 (7.03)                         | 139.2 (5.48)                         | 1٬410٫6 (55.54)                      |
| المصدر: World Weather Online         |                                      |                                      |                                      |                                      |                                      |                                      |                                      |                                      |                                      |                                      |                                      |                                      |                                      |

## أعلام
- نيلسون باريرا
- فينس غونزاليس
- أوسكار رومان روزاس